# ミステリー・グースバンプス
『ミステリー・グースバンプス』（英: Goosebumps）は、北米で1995年から1998年まで放映されたカナダの子供向けテレビドラマシリーズ。その後、日本では1998年4月7日から1999年3月16日までNHK教育テレビジョンで放送された。R・L・スタイン作のホラー小説シリーズ『グースバンプス』を原作とする。

## 各話リスト
シリーズは全74話製作されている。しかし日本では、もともとはNHKで、そのうち50話が吹き替え版で放送されるに留まった。またストーリーの放送順序も北米とは全く異なるものであった。カッコ内は日本での放送順。なお残りの24話は日本では放送されていない。その理由としては、ホラー要素の高い過激な描写によって視聴者離れを招いたことや、予算上の問題もその一因であった。
2015年9月2日には、Netflix（ネットフリックス）のために新吹き替え版が制作されている。

### シーズン1
吹き替え版は2つのバージョンが存在している。今シーズンの13の選択されたエピソードはネットフリックスの吹替版で使用するために収集されている。もともとエピソード4と8はNHK版では未放映だったが、ネットフリックス版で改めて取り上げられた。2つの吹き替え版間の相互混乱を避けるために、2つの日本語のタイトルと2つの放送日が紹介されている。
| 話数                                     | サブタイトル                     | サブタイトル                    | サブタイトル                       | 脚本                                               | 監督                         | 放送日         | 放送日         | 放送日                      |
| 話数                                     | 日本語題 （NHK版）               | 日本語題 （ネットフリックス版） | 英語題                             | 脚本                                               | 監督                         | 北米           | 日本 （NHK版） | 日本 （ネットフリックス版） |
| ---------------------------------------- | -------------------------------- | ------------------------------- | ---------------------------------- | -------------------------------------------------- | ---------------------------- | -------------- | -------------- | --------------------------- |
| 1(25（NHK版）)                           | 呪われたマスク（前編）           |                                 | The Haunted Mask (Part 1)          | ホセ・リベーラ                                     | ティモシー・ボンド           | 1995年10月27日 | 1998年9月22日  |                             |
| 2(26（NHK版）)                           | 呪われたマスク（後編）           |                                 | The Haunted Mask (Part 2)          | ホセ・リベーラ                                     | ティモシー・ボンド           | 1995年10月27日 | 1998年9月29日  |                             |
| 3(1（NHK版）(3（ネットフリックス版）)    | 魔法の鳩時計                     | 不思議なハト時計                | The Cuckoo Clock of Doom           | ダン・エンジェル ビリー・ブラウン                  | ジョン・ベル                 | 1995年11月3日  | 1998年4月7日   | 2015年9月2日                |
| 4(1（ネットフリックス版）)               | なし                             | 怪物がいっぱい!                 | The Girl Who Cried Monster         | チャールズ・レザー                                 | ジョン・ベル                 | 1995年11月10日 | なし           | 2015年9月2日                |
| 5(6（NHK版）(4（ネットフリックス版))     | 悪夢のキャンプへようこそ(前編）  | 悪夢のサマーキャンプ前編(前編） | Welcome to Camp Nightmare (Part 1) | ジョン・コーエン                                   | ロン・オリバー               | 1995年11月17日 | 1998年5月12日  | 2015年9月2日                |
| 6(7（NHK版）)(5（ネットフリックス版）)   | 悪夢のキャンプへようこそ(後編）  | 悪夢のサマーキャンプ前編(後編） | Welcome to Camp Nightmare (Part 2) | ジョン・コーエン                                   | ロン・オリバー               | 1995年11月24日 | 1998年5月19日  | 2015年9月2日                |
| 7(5（NHK版）)(6（ネットフリックス版）)   | 帰ってきた怪人                   | ファントムののろい              | Phantom of the Auditorium          | ブルース・エドワーズ                               | ジョン・ベル                 | 1995年12月1日  | 1998年5月5日   | 2015年9月2日                |
| 8(7（ネットフリックス版）)               | なし                             | 幽霊のピアノレッスン            | Piano Lessons Can Be Murder        | チャールズ・レザー                                 | ウィリアム・フルート         | 1995年12月8日  | なし           | 2015年9月2日                |
| 9(11（NHK版）(11（ネットフリックス版）)  | よみがえるミイラ                 | ミイラの手                      | Return of the Mummy                | チャールズ・レザー                                 | ジョン・ベル                 | 1995年12月22日 | 1998年6月16日  | 2015年9月2日                |
| 10(12（NHK版）(12（ネットフリックス版）) | 腹話術人形の恐怖                 | 腹話術人形スラッピー            | Night of the Living Dummy II       | リック・ドリュー                                   | ロン・オリバー               | 1996年1月12日  | 1998年6月23日  | 2015年9月2日                |
| 11(10（NHK版）(8（ネットフリックス版))   | 人間になった犬                   | 身の毛もよだつ冒険              | My Hairiest Adventure              | マイケル・ショート                                 | デビッド・ウォーリー・スミス | 1996年1月19日  | 1998年6月9日   | 2015年9月2日                |
| 12(8（NHK版）)(9（ネットフリックス版))   | 地下室に入るな（前編）           | 地下室に潜むもの前編            | Stay out of the Basement (Part 1)  | ショーン・ケリー ビリー・ブラウン ダン・エンジェル | ウィリアム・フルート         | 1996年1月26日  | 1998年5月26日  | 2015年9月2日                |
| 13(9（NHK版）)(10（ネットフリックス版))  | 地下室に入るな（後編）           | 地下室に潜むもの前編            | Stay out of the Basement (Part 2)  | ショーン・ケリー ビリー・ブラウン ダン・エンジェル | ウィリアム・フルート         | 1996年1月26日  | 1998年6月2日   | 2015年9月2日                |
| 14(4（NHK版）)(2（ネットフリックス版))   | 悪運を運ぶモンスター             | 恐怖のスポンジ                  | It Came From Beneath the Sink      | リック・ドリュー                                   | デヴィッド・ウィニング       | 1996年2月2日   | 1998年4月28日  | 2015年9月2日                |
| 15(13（ネットフリックス版))              | カメラの予言!!                   | 不幸のカメラ                    | Say Cheese and Die!                | ブルース・エドワーズ                               | ロン・オリバー               | 1996年2月9日   | 1998年6月30日  | 2015年9月2日                |
| 16(29（NHK版）)                          | 恐怖の塔へようこそ（前編）       |                                 | A Night in Terror Tower (Part 1)   | ビリー・ブラウン ダン・エンジェル                  | ウィリアム・フルート         | 1996年2月25日  | 1998年10月20日 |                             |
| 17(30（NHK版）)                          | 恐怖の塔へようこそ（後編）       |                                 | A Night in Terror Tower (Part 2)   | ビリー・ブラウン ダン・エンジェル                  | ウィリアム・フルート         | 1996年2月25日  | 1998年10月27日 |                             |
| 18(31（NHK版）)                          | フィーバースワンプの狼男（前編） |                                 | Werewolf of Fever Swamp (Part 1)   | ニール・シャスターマン                             | ウィリアム・フルート         | 1996年3月17日  | 1998年11月3日  |                             |
| 19(32（NHK版）)                          | フィーバースワンプの狼男（後編） |                                 | Werewolf of Fever Swamp (Part 2)   | ニール・シャスターマン                             | ウィリアム・フルート         | 1996年3月17日  | 1998年11月10日 |                             |
| 20(2（NHK版）)                           | クイーンになりたい               |                                 | Be Careful What you Wish for       | チャールズ・レザー                                 | レネ・ボニエール             | 1996年5月11日  | 1998年4月14日  |                             |

### シーズン2
| 話数   | サブタイトル                 | サブタイトル                           | 脚本                              | 監督                     | 放送日         | 放送日         |
| 話数   | 日本語題                     | 原題                                   | 脚本                              | 監督                     | 北米           | 日本           |
| ------ | ---------------------------- | -------------------------------------- | --------------------------------- | ------------------------ | -------------- | -------------- |
| 21(14) | 変身怪人の秘密基地（前編）   | Attack of the Mutant (Part 1)          | ビリー・ブラウン ダン・エンジェル | ウィリアム・フルート     | 1996年9月7日   | 1998年7月7日   |
| 22(15) | 変身怪人の秘密基地（後編）   | Attack of the Mutant (Part 2)          | ビリー・ブラウン ダン・エンジェル | ウィリアム・フルート     | 1996年9月7日   | 1998年7月14日  |
| 23(39) | 魔術にご注意                 | Bad Hare Day                           | チャールズ・レイザー              | ジョン・ベル             | 1996年9月14日  | 1998年12月29日 |
| 25     | なし                         | The Headless Ghost                     | ビリー・ブラウン ダン・エンジェル | ブライアン・R.R.・ヘッブ | 1996年9月21日  | なし           |
| 26     | なし                         | Go Eat Worms!                          | リック・ドリュー                  | スティーブ・ディマーコ   | 1996年9月28日  | なし           |
| 26(16) | ドロ怪物の伝説               | You Can't Scare Me                     | ピーター・ミッチェル              | レネ・ボニエール         | 1996年10月5日  | 1998年7月21日  |
| 27(17) | 真夜中の庭                   | Revenge of the Lawn Gnomes             | チャールズ・レザー                | ウィリアム・フルート     | 1996年10月12日 | 1998年7月28日  |
| 28(18) | ゴースト・ビーチ             | Ghost Beach                            | ジェフリー・コーエン              | スティーブ・ディマーコ   | 1996年10月19日 | 1998年8月4日   |
| 29(19) | いたずらするぞ!!             | Attack of the Jack O' Lanterns         | ビリー・ブラウン ダン・エンジェル | ウィリアム・フルート     | 1996年10月26日 | 1998年8月11日  |
| 30(27) | 呪われたマスク2（前編）      | The Haunted Mask II (Part 1)           | リック・ドリュー                  | ティモシー・ボン         | 1996年10月29日 | 1998年10月6日  |
| 31(28) | 呪われたマスク2（後編）      | The Haunted Mask II (Part 2)           | リック・ドリュー                  | ティモシー・ボン         | 1996年10月29日 | 1998年10月13日 |
| 32(3)  | 鏡の国のぼく                 | Let's Get Invisible                    | リック・ドリュー                  | ロン・オリバー           | 1996年11月2日  | 1998年4月21日  |
| 33(21) | 禁じられたまじない           | Scarecrow walks at Midnight            | スコット・ピーターズ              | ランディ・ブラッドショー | 1996年11月9日  | 1998年8月25日  |
| 34(22) | モンスター・ブラッド（前編） | Monster Blood                          | リック・ドリュー                  | ティモシー・ボンド       | 1996年11月6日  | 1998年9月1日   |
| 35(23) | モンスター・ブラッド（後編） | More Monster Blood                     | リック・ドリュー                  | ティモシー・ボンド       | 1996年11月6日  | 1998年9月8日   |
| 36(20) | 吸血鬼の息                   | Vampire Breath                         | リック・ドリュー                  | ロン・オリバー           | 1996年11月23日 | 1998年8月18日  |
| 37(24) | 怪物をやっつけろ             | How to kill a Monster                  | ロン・オリバー                    | ロン・オリバー           | 1997年2月1日   | 1998年9月15日  |
| 38     | なし                         | Calling All Creeps!                    | ビリー・ブラウン ダン・エンジェル | クレイグ・プライス       | 1997年2月15日  | なし           |
| 39(33) | 死人の町（前編）             | Welcome to Dead House (Part 1)         | ビリー・ブラウン ダン・エンジェル | ウィリアム・フルート     | 1997年5月29日  | 1998年11月17日 |
| 40(34) | 死人の町（後編）             | Welcome to Dead House (Part 2)         | ビリー・ブラウン ダン・エンジェル | ウィリアム・フルート     | 1997年5月29日  | 1998年11月24日 |
| 41(47) | ミイラを起こすな             | Don't Wake Mummy                       | リック・ドリュー                  | ウィリアム・フルート     | 1997年6月12日  | 1999年2月23日  |
| 42(35) | 魔法のタイプライター         | The Blob that Ate Everyone             | チャールズ・レザー                | ランディ・ブラッドショー | 1997年6月19日  | 1998年12月1日  |
| 43     | なし                         | Night of the Living Dummy III (Part 1) | ニール・シャスターマン            | ティモシー・ボンド       | 1997年6月20日  | なし           |
| 44     | なし                         | Night of the Living Dummy III (Part 2) | ニール・シャスターマン            | ティモシー・ボンド       | 1997年6月20日  | なし           |

### シーズン3
| 話数   | サブタイトル                 | サブタイトル                                   | 脚本                              | 監督                     | 放送日         | 放送日         |
| 話数   | 日本語題                     | 原題                                           | 脚本                              | 監督                     | 北米           | 日本           |
| ------ | ---------------------------- | ---------------------------------------------- | --------------------------------- | ------------------------ | -------------- | -------------- |
| 45(37) | モンスター映画の街           | A Shocker on Shock Street                      | ビリー・ブラウン ダン・エンジェル | ランディ・ブラッドショー | 1997年9月6日   | 1998年12月15日 |
| 46(36) | ぼくの友達はゆうれい         | My Best Friend is Invisible                    | スコット・ピーターズ              | ウィリアム・フルート     | 1997年9月8日   | 1998年12月8日  |
| 47(41) | 呪われた幽霊屋敷             | The House of No Return                         | ビリー・ブラウン ダン・エンジェル | ウィリアム・フルート     | 1997年9月13日  | 1999年1月12日  |
| 48(40) | 現実にさからうな             | Don't go to Sleep                              | リック・ドリュー                  | ジョン・ベル             | 1997年9月20日  | 1999年1月5日   |
| 49(42) | リモコンにご注意             | Click                                          | スコット・ピーターズ              | ジョン・ベル             | 1997年9月27日  | 1999年1月19日  |
| 50     | なし                         | An Old Story                                   | チャールズ・レイザー              | ランディ・ブラッドショー | 1997年10月4日  | なし           |
| 51(43) | 入れ替わりの木               | The Barking Ghost                              | チャールズ・レイザー              | ウィリアム・フルート     | 1997年10月11日 | 1999年1月26日  |
| 52     | なし                         | One Day at Horrorland (Part 1)                 | ビリー・ブラウン ダン・エンジェル | ウィリアム・フルート     | 1997年10月25日 | なし           |
| 53     | なし                         | One Day at Horrorland (Part 2)                 | ビリー・ブラウン ダン・エンジェル | ウィリアム・フルート     | 1997年11月1日  | なし           |
| 54(45) | 幽霊屋敷脱出ゲーム           | The Haunted House Game                         | スコット・ピーターズ              | ウィリアム・フルート     | 1997年11月8日  | 1999年2月9日   |
| 55     | なし                         | Perfect School (Part 1)                        | スコット・ピーターズ              | ロン・オリバー           | 1997年11月15日 | なし           |
| 56     | なし                         | Perfect School (Part 2)                        | スコット・ピーターズ              | ロン・オリバー           | 1997年11月15日 | なし           |
| 57     | なし                         | Werewolf Skin (Part 1)                         | ビリー・ブラウン ダン・エンジェル | ロン・オリバー           | 1997年11月22日 | なし           |
| 58     | なし                         | Werewolf Skin (Part 2)                         | ビリー・ブラウン ダン・エンジェル | ロン・オリバー           | 1997年11月22日 | なし           |
| 59     | なし                         | Awesome Ants                                   | ニール・シャスターマン            | ドン・マクカッチェオン   | 1998年2月7日   | なし           |
| 60     | なし                         | Bride of the Living Dummy                      | ロン・オリバー                    | ランディ・ブラッドショー | 1998年2月14日  | なし           |
| 61(44) | 妹は超人ベイビー             | Strained Peas                                  | リック・ドリュー                  | ドン・マクカッチェオン   | 1998年2月14日  | 1999年2月2日   |
| 62(38) | カメラの予言2                | Say Cheese and Die Again                       | ビリー・ブラウン ダン・エンジェル | ロン・オリバー           | 1998年2月28日  | 1998年12月22日 |
| 63(48) | 模型の町カールスビル パート1 | Chillogy Part 1 - Squeal of Fortune            | ビリー・ブラウン ダン・エンジェ   | ウィリアム・フルート     | 1998年4月25日  | 1999年3月2日   |
| 64(49) | 模型の町カールスビル パート2 | Chillogy Part 2 - Strike Three - You're Doomed | ビリー・ブラウン ダン・エンジェ   | ウィリアム・フルート     | 1998年5月2日   | 1999年3月9日   |
| 65(50) | 模型の町カールスビル パート3 | Chillogy Part 3 - Escape from Karlsville       | ビリー・ブラウン ダン・エンジェ   | ウィリアム・フルート     | 1998年5月9日   | 1999年3月16日  |
| 66(46) | 博士のお気に入り             | Teacher's Pet                                  | アンドレア・ラッファゲロ          | ステファン・スカイニ     | 1998年5月16日  | 1999年2月16日  |

### シーズン4
日本では放送されていない。
| 話数 | サブタイトル                        | 脚本                                    | 監督                   | 放送日         |
| ---- | ----------------------------------- | --------------------------------------- | ---------------------- | -------------- |
| 67   | How I Got My Shrunken Head (Part 1) | ロン・オリバー                          | ロン・オリバー         | 1998年9月14日  |
| 68   | How I Got My Shrunken Head (Part 2) | ロン・オリバー                          | ロン・オリバー         | 1998年9月21日  |
| 69   | The Ghost Next Door (Part 1)        | ニール・シャスターマン                  | ドン・マクカッチェオン | 1998年9月28日  |
| 70   | The Ghost Next Door (Part 2)        | ニール・シャスターマン                  | ドン・マクカッチェオン | 1998年9月29日  |
| 71   | Cry of the Cat (Part 1)             | ロン・オリバー                          | ロン・オリバー         | 1998年10月31日 |
| 72   | Cry of the Cat (Part 2)             | ロン・オリバー                          | ロン・オリバー         | 1998年10月31日 |
| 73   | Deep Trouble (Part 1)               | ジェシカ・スコット マイク・ウオレーガー | ウィリアム・フルート   | 1998年11月16日 |
| 74   | Deep Trouble (Part 2)               | ジェシカ・スコット マイク・ウオレーガー | ウィリアム・フルート   | 1998年11月16日 |

## キャスト

### NHK吹き替え版
出演者はこの吹き替え版から声優を迎え入れている。
| 役名 | 俳優                           | 日本語吹替 |
| --- | ------------------------------ | --- |
| ストーリーテラー | R.L.スタイン                   | 坂口芳貞 |
| オープニング・ナレーション                                                                                             |                                | 坂口芳貞 |
| 第1話『魔法の鳩時計』                                                                                                  |                                | |
| マイケル・ウェブスター                                                                                                 | ジョン・ホワイト               | 佐藤史紀 |
| タラ・ウェブスター | クリステン・ボーン             | あきやまるな |
| ママ | シンシア・ベリヴォー           | 駒塚由衣 |
| パパ | ラリー・マンネル               | 清水明彦 |
| 6歳のマイケル | カイル・フェアリー             | 小島幸子 |
| アンソニー |                                | 岡田吉正 |
| 役名未表記またはその他                                                                                                 |                                | 牛山茂 近藤玲子 佐藤美智子 中村有岐 近野桂介 田中研也                                                                                                  |
| 第2話『クイーンになりたい』                                                                                            |                                | |
| サマンサ・バード | メロディー・ジョンソン         | 片岡身江 |
| クラリサ | エレン・ヘネシー               | 神保共子 |
| ジューディス | スーザン・クック               | 横山智佐 |
| コーリー | ロビン・ウィークス             | 岡野浩介 |
| アンナ・フロスト | シモーネ・ローゼンバーグ       | 川崎恵理子 |
| 監督 | キャサリン・フィッチ           | 藤木聖子 |
| 役名未表記またはその他                                                                                                 |                                | 三輝みきこ 鈴鹿千春 柳知樹 小上裕通 浜野ゆうき |
| 第3話『鏡の国のぼく』                                                                                                  |                                | |
| ノア・トンプソン | ケヴィン・ゼガーズ             | 斉藤功司 |
| エリン | フローラ・チュー               | 岡村明美 |
| マックス・トンプソン                                                                                                   | ジョナサン・シュワルツ         | 浪川大輔 |
| ザック | アダム・ボノー                 | 谷田真吾 |
| 母親 | イヴ・クロフォード             | 長谷川稀世 |
| 父親 | ジャン・フィリップス           | 佐々木勝彦 |
| 第4話『悪運を運ぶモンスター』                                                                                          |                                | |
| カット／カトリーナ | キャサリン・イザベル           | 藤枝成子 |
| ダニエル・マートン | タイロン・サベージ             | 三田ゆう子 |
| マートン夫人 | アマンダ・タッピング           | 堀越真己 |
| マートン氏 | ハワード・フーバー             | 古田信幸 |
| カーロ | アシュレー・ブラウン           | 小桜エツ子 |
| 管理人 | ジャック・ニューマン           | 福田信昭 |
| 第5話『帰ってきた怪人』                                                                                                |                                | |
| ブルック・ロジャース                                                                                                   | ジェシカ・モイーズ             | 川田妙子 |
| ジーク・マシューズ | ショーン・ポッター             | 杉山大 |
| ブライアン・コルソン                                                                                                   | スチュアート・ストーン         | 結城比呂 |
| ウォーカー先生 | キャスリン・グリーンウッド     | 松岡洋子 |
| ティナ・パウエル | ジュリア・チャントリー         | 水田わさび |
| コーリー・スクラー | フィリップ・エドールズ         | 北浦隆宏 |
| 役名未表記またはその他                                                                                                 |                                | 松岡洋子 岩崎ひろし 平尾仁 |
| 第6話『悪夢のキャンプへようこそ(前編）』 第7話『悪夢のキャンプへようこそ(後編)』                                       |                                | |
| ビリー・ハーラン | カイ・エリック・エリクセン     | 若林久弥 |
| アル叔父さん | クリス・ベンソン               | 斉藤志郎 |
| ジェイ | ジェフリー・アコマ             | 石田彰 |
| コーリン | ケン・マンディ                 | 山口勝平 |
| ロジャー | ベンジャミン・プレナー         | 真殿光昭 |
| ドーン | サラ・ミッチェル               | 氷上恭子 |
| ジョージ | グレッグ・クレイマー           | 長島雄一 |
| 父 (第7話） | アレック・バクロウ             | 坂口進也 |
| 母 (第7話） | ミシェル・デュケ               | 姉崎公美 |
| 役名未表記またはその他                                                                                                 |                                | 樫井笙人 小西克幸 増田ゆき 天田真人 大原康裕 |
| 第8話『地下室に入るな(前編）』 第9話『地下室に入るな(後編)』                                                           |                                | |
| マーガレット・ブリューワー                                                                                             | レベッカ・ヘンダーソン         | 本多瑛未里 |
| ケーシー・ブリューワー                                                                                                 | ブレイク・マクグラス           | 小野瀬祐太 |
| ブリューワー夫人 | ルーシー・ピーコック           | 大原真理子 |
| ブリューワー博士 | ユダ・カッツ                   | 小川真司 |
| メレック博士 | フラント・アリアナック         | 小山武宏 |
| 第10話『人間になった犬』                                                                                               |                                | |
| ラリー・ボイド | アーロン・バートキウー         | 藤間宇宙 |
| リリー・ターンブル | コートニー・グレイグ           | 伊藤実華 |
| ボイド氏 | リック・リード                 | 岩田安生 |
| ボイド夫人 | アリソン・ホープ               | 千種かおる |
| ターンブル氏 | クリストファー・ボンディ       | 菅原淳一 |
| ターンブル夫人 | スザンヌ・シア                 | 沢海陽子 |
| マーキン医師 | ダン・マクドナルド             | 宮田光 |
| ジャード | ジョシュ・ウィッティヒ         | 北崎涼介 |
| マニー・ヘルナンデス                                                                                                   | マウリシオ・ロダス             | 田中智章 |
| カール・サマーズ | デモ・ケイツ                   | 伊藤昌一 |
| 競売人 |                                | 北村弘一 |
| 第11話『よみがえるミイラ』                                                                                             |                                | |
| ゲイブ | ダニエル・デサント             | 三木眞一郎 |
| サリ・ハサド | アニック・オボンサウィン       | 大谷育江 |
| ベン・ハサド | エリアス・ツァーロウ           | 稲垣隆史 |
| ニラ・ラマド | アフラ・ゴーダ                 | 大西多摩恵 |
| ミイラ | ピーター・ジャービス           | 天田益男 |
| 第12話『腹話術人形の恐怖』                                                                                             |                                | |
| エイミー・クレイマー                                                                                                   | マギー・キャッスル             | 坂本真綾 |
| サラ・クレイマー | カテリーナ・スコーソン         | 笠原弘子 |
| ママ | ジーナ・クレイトン             | 泉晶子 |
| パパ | リチャード・フィッツパトリック | 塾一久 |
| ジェッド・クレイマー                                                                                                   | アンドリュー・サルデラ         | 中野悟 |
| マーゴ | ケリー・ダフ                   | 笠井律子 |
| アリシア | シャディア・シモンズ           | こおろぎさとみ |
| スラッピーの声 | ロン・ステファニューク         | 小室正幸 |
| デニスの声 |                                | 清水敏孝 |
| 第13話『カメラの予言』                                                                                                 |                                | |
| グレッグ・バンクス | ライアン・ゴスリング           | 有光良太 |
| バード | アキバ・ザルツマン             | 古川和彦 |
| シェリー・ウォーカー                                                                                                   | レネッサ・ブリッツ             | 本井えみ |
| テリー・バンクス | コーリー・ウィルソン           | 桐本琢也 |
| クモ男 | リチャード・マクミラン         | 麦人 |
| バンクス夫人 | アンジー・ジェイ               | 磯西真喜 |
| バンクス氏 | マービン・カロン               | 村田則男 |
| レディック刑事 | カレン・ロビンソン             | 玉井碧 |
| ジョーイ・フェリス | ダン・ペトロニジェビック       | 川島得愛 |
| ミッキー・ノッツ | クリスチァン・テッシャー       | 櫻井孝宏 |
| マジソン巡査 | スコット・スピードマン         | 高橋広司 |
| 第14話『変身怪人の秘密基地(前編）』 第15話『変身怪人の秘密基地(後編)』                                                 |                                | |
| スキッパー・マシューズ                                                                                                 | ダン・ワリー＝スミス           | 熊谷誠二 |
| リビー | メリッサ・バースリー           | 武政弘子 |
| マシューズ氏 | モーリス・ゴディン             | 納谷六朗 |
| マシューズ夫人 | マグ・ラフマン                 | 雨蘭咲木子 |
| ウィルソン | アダム・スコフィールド         | 中野浩司 |
| マスク・ミュータント                                                                                                   | スコット・ウィックウェア       | 土師孝也 |
| 老人 | ラミー・ビショップ             | 藤城裕士 |
| バス運転手 | ビル・レイク                   | 高瀬哲朗 |
| ギャロッピング・ガゼル                                                                                                 | アダム・ウェスト               | 小林修 |
| 第16話『ドロ怪物の伝説』                                                                                               |                                | |
| コートニー・キング | シャーロット・サリバン         | 渡辺智美 |
| ハット | ディラン・プロベンチャー       | 鈴木秀範 |
| エディー | ディラン・プロヴァンチャー     | 宮崎智之 |
| プリンス先生 | アナイス・グラノフスキー       | 山像かおり |
| フィンリー先生 |                                | 喜多川拓郎 |
| サッチャー先生 |                                | 紗ゆり |
| おじいちゃん |                                | 藤本譲 |
| リア |                                | 佐藤ユリ |
| 第17話『真夜中の庭』                                                                                                   |                                | |
| ジョー・バートン | ランス・ペイトン               | 小出達也 |
| ミンディ・バートン | ケリー・シーガル               | 石塚理恵 |
| ジェフリー・バートン                                                                                                   | ピーター・ケルハン             | 佐古正人 |
| バートン夫人 | ノラ・シーハン                 | 朝倉佐知 |
| ハップ | ヨルダン・プレンティス         | 宝亀克寿 |
| チップ | イヴァン・ラブレ               | 中博史 |
| 審査員1 |                                | 水原リン |
| 審査員2 |                                | 中澤やよい |
| 審査員3 |                                | 塚田正昭 |
| マッコール少佐 |                                | 益富信孝 |
| 第18話『ゴースト・ビーチ』                                                                                             |                                | |
| ジェリー・サドラー | シェルドン・スミス             | 大前潤司 |
| テリー・サドラー | ジェシカ・ホーケーフェン       | 笠原清美 |
| サミュエル・サドラー                                                                                                   | ビル・ターンブル               | 木村雅 |
| ルイーザ・サドラー | アンナ・マジェウスキ           | 佐藤由奈 |
| ブラッド・サドラー | ジャック・ジェソップ           | 内田稔 |
| アガサ・サドラー | ドロシー・ゴードン             | 新村礼子 |
| ハリソン・サドラー | ハーディー・T・ラインハン      | 飯塚昭三 |
| 第19話『いたずらするぞ』                                                                                               |                                | |
| ドリュー | エリカ・ラトレル               | 小島幸子 |
| ウォーカー | エイダン・デサライズ           | 鳥海勝美 |
| タバサ | マリア・パイキン               | 桑島法子 |
| リー | ジーノ・ジャコミーニ           | 阪口大助 |
| シャーナ | アンドレア・オ・ロアーク       | 中山真奈美 |
| シェーン | フィリップ・エドールズ         | 私市淳 |
| ドリューのママ | ミシェリン・エメル             | 福田如子 |
| ドリューのパパ | ジョニー・チェイス             | 手塚秀彰 |
| 老人 | アディソン・ベル               | 亀井三郎 |
| 老婆 | ケイ・ホートリー               | 磯辺万沙子 |
| カボチャ1 | クリスチャン・ローリン         | 小島敏彦 |
| カボチャ2 | スチュアート・クロウ           | 小池浩司 |
| 第20話『吸血鬼の息』                                                                                                   |                                | |
| フレディ・レンフィールド                                                                                               | ザック・リポフスキー           | 田中恭兵 |
| キャラ・レンフィールド                                                                                                 | メレディス・ヘンダーソン       | 清野優美 |
| ナイトウィング | アール・パストコー             | 佐々木敏 |
| グウェンドリン | クリスタ・デュフレーヌ         | 馬場澄江 |
| ママ | ノラ・オーガストソン           | 寺内よりえ |
| パパ | ロバート・マクルーア           | 金尾哲夫 |
| 第21話『禁じられたまじない』                                                                                           |                                | |
| ジョディ | ヘザー・バートラム             | 小川真智子 |
| マーク | ジョン・E・キャンベル          | 香川佑太朗 |
| スタンレー | マイケル・コープマン           | 佐々木梅治 |
| スティックス | クリス・レムシュ               | 関智一 |
| ミリアム | ルイーズ・ニコル               | 山本与志恵 |
| カート | ボブ・クラウト                 | 村松康雄 |
| 第22話『モンスター・ブラッド(前編)』 第23話『モンスター・ブラッド(後編)』                                              |                                | |
| エバン・ロス | カイル・ラバイン               | 藤間宇宙 |
| アンディー | サラ・ポーデムスキー           | 仙台えり |
| カーティス | マーク・ベネシ                 | 本橋佳祐 |
| サラベス | ジョイ・タナー                 | 田中敦子 |
| パパ／ポール | マーク・メリーミック           | 有本欽隆 |
| ママ／ローレン | ジャネット・ランド             | 堀越真己 |
| パイロット/機長 |                                | 坂口進也 |
| キャサリン | ロジャー・ダン                 | 来宮良子 |
| ジュリア |                                | 高橋千代美 |
| コナン |                                | 森田太陽 |
| スチュワーデス |                                | 名越志保 |
| 大学生 | ブライアン・スウィートアップル | 矢崎文也 |
| 男性 |                                | 島香裕 |
| 女性 |                                | 麻丘夏未 |
| 第24話『怪物をやっつけろ』                                                                                             |                                | |
| グレッチェン | コートニー・ホークリグ         | 香川もも子 |
| クラーク | リッキー・マベ                 | 内澤祐豊 |
| ローズ | ヘレン・ヒューズ               | 久松夕子 |
| エディ | ピーター・ボレッキー           | 八奈見乗児 |
| 第25話『呪われたマスク(前編)』 第26話『呪われたマスク(後編)』                                                          |                                | |
| カーリーベス・コールドウェル                                                                                           | キャサリン・ロング             | 小林さやか |
| サブリナ | キャサリン・ショート           | 花村さやか |
| ケート・コールドウェル                                                                                                 | ブレンダ・バジネット           | 鈴木弘子 |
| ノア・コールドウェル                                                                                                   | コーディ・ジョーンズ           | 斉藤功司 |
| 謎の男 | コリン・フォックス             | 石田太郎 |
| チャック・グリーン | アモス・クローリー             | 菊池英博 |
| スティーブ・ボズウェル                                                                                                 | ジョージ・キナミス             | 浪川大輔 |
| 役名未表記またはその他                                                                                                 |                                | 佐藤美智子 奥島和美 浜野ゆうき 奥島和美 永迫舞 田原正治 佐々木睦 青山伊津美                                                                            |
| 第27話 『呪われたマスク２(前編)』 第28話『呪われたマスク２(後編)』                                                     |                                | |
| スティーブ・ボズウェル                                                                                                 | ジョン・ホワイト               | 浪川大輔 |
| チャック・グリーン | アモス・クローリー             | 菊池英博 |
| カーリーベス・コールドウェル                                                                                           | キャサリン・ロング             | 小林さやか |
| サブリナ | キャサリン・ショート           | 花村さやか |
| ケート・コールドウェル                                                                                                 | ブレンダ・バジネット           | 鈴木弘子 |
| ノア・コールドウェル                                                                                                   | コーディ・ジョーンズ           | 斉藤功司 |
| マリリン・ボズウェル                                                                                                   | ジュリー・カナー               | 藤木聖子 |
| 謎の男 | コリン・フォックス             | 石田太郎 |
| 呪われたマスクの声 | スコット・ウィックウェア       | 石田太郎 |
| 子供１ | ハミル・ルスティア             | 長谷川智子 |
| 子供２ | シャノン・ダフ                 | 奥島和美 |
| 子供３ |                                | 浅野るり |
| 役名未表記またはその他                                                                                                 |                                | 浜野ゆうき 奥島和美 永迫舞 田原正治 佐々木睦 青山伊津美                                                                                                |
| 第29話 『恐怖の塔へようこそ（前編）』 第30話 『恐怖の塔へようこそ（後編）』                                            |                                | |
| スー | キャサリン・ショート           | 花村さやか |
| エディ | コーリー・セヴィエール         | 田中真弓 |
| 王室死刑執行人 | ロバート・コリンズ             | 手塚秀彰 |
| モーグレッド | ディエゴ・マタモロス           | 岩崎ひろし |
| スタークス | ピーター・メッサリーン         | 中村正 |
| ホテルのフロント係 | レス・ポーター                 | 秋元羊介 |
| 警備員／レストランの案内係                                                                                             | ロバート・ラティマー           | 塚田正昭 |
| タクシー運転手 | マイケル・ポーリー             | 伊井篤史 |
| 役名未表記またはその他                                                                                                 |                                | 定岡小百合 望木祐子 伊東理昭 宮廻夏穂 |
| 第31話 『フィーバースワンプの狼男（前編）』 第32話 『フィーバースワンプの狼男 （後編）』                               |                                | |
| グレイディ・タッカー                                                                                                   | ブレンダン・フレッチャー       | 石川寛美 |
| エミリー・タッカー | マイロン・ベネット             | 川崎恵理子 |
| グレイディのママ | マリア・リコッサ               | 一柳みる |
| グレイディのパパ | ジェフリー・ボウズ             | 堀勝之祐 |
| ウィル・ブレイク | マイケル・バリー               | 鳥海浩輔 |
| 沼の隠者 | ドン・フランクス               | 大木正司 |
| 第33話『死人の町（前編）』 第34話『死人の町（後編）』                                                                  |                                | |
| アマンダ・ベンソン |                                | 高橋千代美 |
| ジョッシュ・ベンソン                                                                                                   |                                | 小出達也 |
| キャレン |                                | 高橋紀恵 |
| ベンソン氏 |                                | 大塚明夫 |
| ベンソン夫人 |                                | 弘中くみ子 |
| ドーズ |                                | 円谷文彦 |
| サーストン氏 |                                | 村田則男 |
| レイ |                                | 櫻井孝宏 |
| 保安官 |                                | 茶風林 |
| 役名未表記またはその他                                                                                                 |                                | 横堀悦夫 廣田行生 柳知樹 鈴木正和 浅野るり |
| 第35話『魔法のタイプライター』                                                                                         |                                | |
| ザック |                                | 大前潤司 |
| アレックス |                                | 小島幸子 |
| アダム |                                | 田中恭兵 |
| パパ |                                | 宇納佑 |
| カーター夫人 |                                | 高乃麗 |
| 第36話『僕の友達は幽霊』                                                                                               |                                | |
| サム |                                | 佐藤史紀 |
| ロクサーヌ |                                | 水田わさび |
| ブレント |                                | 小桜エツ子 |
| ママ |                                | 達依久子 |
| パパ |                                | 佐々木勝彦 |
| 先生 |                                | 増子倭文江 |
| 上級生1 |                                | 谷山紀章 |
| 上級生2 |                                | 天田真人 |
| 第37話『モンスター映画の街』                                                                                           |                                | |
| エリン |                                | 清野優美 |
| マーティ |                                | 藤間宇宙 |
| ライト氏 |                                | 田村勝彦 |
| 役名未表記またはその他                                                                                                 |                                | 石田博英 種田文子 高瀬右光 佐々木花子 |
| 第38話 『カメラの予言2』                                                                                               |                                | |
| グレッグ | パトリック・トーマス           | 木村雅 |
| サワー先生 | ルイス・デル・グランド         | 小山武宏 |
| シェリー・ウォーカー                                                                                                   | ジェニー・レベック             | 大友麻帆 |
| グレッグのママ | ポーラ・バレット               | 宗形智子 |
| テリー・バンクス | クリストファー・レッドマン     | 保志総一朗 |
| マーシー | アリソン・アクトン             | 福島アグネス |
| 死神 |                                | 大友龍三郎 |
| 役名未表記またはその他                                                                                                 |                                | 西凛太朗 中村俊洋 |
| 第39話 『魔術にご注意』                                                                                                |                                | |
| ティム・スワンソン | ダヴ・ティフェンバック         | 小出達也 |
| フォズ | ロバート・ハミルトン           | 本橋佳祐 |
| マリック | ハーヴェイ・アトキン           | 三木敏彦 |
| ジニー・スワンソン | タビサ・ルピアン               | 百崎敦子 |
| アマゾ | マイク・カーボーン             | 大滝寛 |
| エル・シドニ | デヴィッド・フェリー           | 辻親ハ |
| 役名未表記またはその他                                                                                                 |                                | 星野充昭 永迫舞 |
| 第40話『現実にさからうな』                                                                                             |                                | |
| マット・アムステルダム                                                                                                 | タイラー・カイト               | 香川佑太朗 |
| グレッグ・アムステルダム                                                                                               | カイル・ウェルトン             | 岡田円 |
| パム・アムステルダム                                                                                                   | アマンダ・ザンプローナ         | 小川真智子 |
| ローラ・アムステルダム                                                                                                 | キャスリーン・ラスキー         | 佐藤しのぶ |
| 黒服の男1 | マーティン・ローチ             | 徳丸伸二 |
| 黒服の男2 | アンソニー・デ・ロンギス       | 石田圭祐 |
| コーチ | ドン・チェリー                 | 円谷文彦 |
| 判事 | ハワード・ジェローム           | 藤本譲 |
| ドクター／スワットチームリーダー                                                                                       | ジョン・ヘンフィル             | 大山高男 |
| ナース／花嫁 | リサ・ハインズ                 | 塚本景子 |
| 役名未表記またはその他                                                                                                 |                                | 奥島和美 浜野ゆうき |
| 第41話 『呪われた幽霊屋敷』                                                                                            |                                | |
| ロビー | ジェフ・デイヴィス             | 渡辺穣 |
| ネイサン | ロビン・ウィークス             | 蟹江一平 |
| ローリー | ローレン・アニス               | 本美奈子 |
| ダグ | マット・レッドマン             | 鈴木正和 |
| クリス・ウェイクリー                                                                                                   | ディラン・プロヴァンシェ       | 野島健児 |
| クリスのママ | リン・ボグト                   | 有馬端香 |
| 男性の幽霊 | クリス・ブリットン             | 有本欽隆 |
| 女性の幽霊 | スザンナ・ホフマン             | 丸山真奈美 |
| 第42話 『リモコンにご注意』                                                                                            |                                | |
| セス・ゴールド | ダン・ウォーリー=スミス        | 渡貫良児 |
| ケビン・カーツ | トレバー・ラルフ               | 櫻井孝宏 |
| ジェイミー・ゴールド                                                                                                   | タビサ・ルピアン               | 佐藤ユリ |
| セスのパパ | ゲイリー・ピアソン             | 平尾仁 |
| セスのママ | キャサリン・ブルース           | 林佳代子 |
| トニー | デヴィッド・ヒューバンド       | 西村知道 |
| グレーブス先生 | ゲイブ・コーエン               | |
| リチャード・ホールマン                                                                                                 | マシュー・レムキー             | |
| 役名未表記またはその他                                                                                                 |                                | 小高三良 猪野学 矢崎文也 青木誠 |
| 第43話 『入れ替わりの木』                                                                                              |                                | |
| クーパー・ホームズ | ブレア・スレイター             | 津村まこと |
| ミッキー・ホームズ | ピーター・コスティガン         | 星直人 |
| ファーギー／マーガレット・ファーガソン                                                                                 | ジェニファー・マルティーニ     | 朴璐美 |
| クーパーのママ | レナ・ポーレー                 | 唐沢潤 |
| クーパーのパパ | ポール・ミラー                 | 石住昭彦 |
| グリム | コンラッド・ダン               | 清水明彦 |
| スクラッチ | サム・マーキン                 | 斎藤志郎 |
| 第44話 『妹は超人ベイビー』                                                                                            |                                | |
| ニコラス・モーガン | タイロン・サヴェージ           | 佐藤史紀 |
| マーサ・モーガン | ジャネット＝レイン・グリーン   | 千島揚子 |
| トム・モーガン | ブース・サベージ               | 千葉茂則 |
| サム | アリシア・パネッタ             | 笠原清美 |
| グレース |                                | 水間真紀 |
| ドライバー |                                | 亀井三郎 |
| アナウンサー |                                | 山崎たくみ |
| クロエ |                                | 浅野るり |
| 第45話 『幽霊屋敷脱出ゲーム』                                                                                          |                                | |
| ジョナサン・ホール | ベンジャミン・プレナー         | 杉山大 |
| ネイディーン・プラット                                                                                                 | ローラ・ヴァンダーボルト       | 遠山真澄 |
| ノア | キール・キャンベル             | 木村雅 |
| アニー | サラ・オスマン                 | 市川舞 |
| 小さな女の子 | ダラ・ポールマッター           | |
| 船長 | アンドリュー・アルフセン       | |
| 漁師 | ドン・マッコーリー             | |
| 役名未表記またはその他                                                                                                 |                                | 佐々木梅治 伊東理昭 久松夕子 香椎くに子 山本千夏 小川千尋 猪飼光雄                                                                                     |
| 第46話 『博士のお気に入り』                                                                                            |                                | |
| ベッカ | ミッシェル・リジ               | 片岡身江 |
| ベンジ | テルモ・ミランダ               | 浪川大輔 |
| マーサ | アシュリー・テイラー           | 花村さやか |
| スー | エイジア・ヴィエーラ           | 加藤絹子 |
| クランドル先生 | ジェーン・ルック               | 松熊明子 |
| ブランケンシップ先生                                                                                                   | リチャード・マクミラン         | 塾一久 |
| 役名未表記またはその他                                                                                                 |                                | 長谷川智子 青木誠 中村俊洋 黒田弥生 山脇小径 |
| 第47話 『ミイラを起こすな』                                                                                            |                                | |
| ジェフ・カーター | エヴァン・モーガン             | 本橋佳祐 |
| キム・カーター | A・J・クック                   | 水野美紗緒 |
| ショーナ | リー＝ヘレン・ウィアー         | 石毛佐知 |
| ママ |                                | 寺内よりえ |
| 役名未表記またはその他                                                                                                 |                                | 仲野裕 園江治 坂東尚樹 石井隆夫 佐々木花子 |
| 第48話 『模型の町カールスビル パート1』 第49話 『模型の町カールスビル パート2』 第50話『模型の町カールスビル パート3』 |                                | |
| カール・ネイブ | ダニエル・カッシュ             | 斎藤志郎 |
| ジェシカ・ウォルターズ                                                                                                 | カテリーナ・スコソエン         | 高橋紀恵 |
| マシュー・エリクソン                                                                                                   | ウォーレン・ベンズ             | 谷田真吾 |
| テレサ・エリクソン | メラニー・ニコルズ=キング      | 真山亜子 |
| トッド・エリクソン | ニール・デニス                 | 小桜エツ子 |
| ボブ・エリクソン | フィリップ・アキン             | 外山誠二 |
| 役名未表記またはその他                                                                                                 |                                | 小高三良 藤貴子 嶋崎伸夫 林佳代子 加瀬康之 鈴木正和 小室正幸 清水敏孝 山本道子 中村俊洋 高橋紀恵 青木誠 岡本明子 石母田史朗 太田佳伸 原口優子 内山裕子 |

### ネットフリックス吹き替え版
キャストメンバーは存在しているが、この吹き替え版では新しい声優が登場している。しかし、選択された13のエピソードだけがシーズン1から取り出され、短い吹替版となった。短くても、ネットフリックス吹き替え版では2つのエピソードが紹介されている。彼らはNHK版でダビングされていないことに注意してください。
| 役名                                                                  | 俳優                           | 日本語吹替 |
| --------------------------------------------------------------------- | ------------------------------ | ---------- |
| ?                                                                     | ?                              | 小田柿悠太 |
| 第1話『怪物がいっぱい!』                                              |                                |            |
| ルーシー・ダーク                                                      | デボラ・スコッソン             |            |
| アーロン                                                              | クリストファー・トゥア         |            |
| モートマン氏                                                          | ユージン・リピンスキ           |            |
| 夫人ダーク                                                            | リン・コーマック               |            |
| 氏ダーク                                                              | ダン・レット                   |            |
| ランディ・ダーク                                                      | ブランドン・ボーン             |            |
| 第2話『恐怖のスポンジ』                                               |                                |            |
| カット／カトリーナ                                                    | キャスリン・イソベル           |            |
| ダニエル・マートン                                                    | タイロン・サベージ             |            |
| マートン夫人                                                          | アマンダ・タッピング           |            |
| マートン氏                                                            | ハワード・フーバー             |            |
| カーロ                                                                | アシュレー・ブラウン           |            |
| 管理人                                                                | ジャック・ニューマン           |            |
| 第3話『不思議なハト時計』                                             |                                |            |
| マイケル・ウェブスター                                                | ジョン・ホワイト               |            |
| タラ・ウェブスター                                                    | クリステン・ボーン             |            |
| ママ                                                                  | シンシア・ベリヴォー           |            |
| パパ                                                                  | ラリー・マンネル               |            |
| 6歳のマイケル                                                         | カイル・フェアリー             |            |
| 第4話 『悪夢のサマーキャンプ前編』 第5話 『悪夢のサマーキャンプ後編』 |                                |            |
| ビリー・ハーラン                                                      | カイ・エリック・エリクセン     |            |
| アル叔父さん                                                          | クリス・ベンソン               |            |
| ジェイ                                                                | ジェフリー・アコマ             |            |
| コーリン                                                              | ケン・マンディ                 |            |
| ロジャー                                                              | ベンジャミン・プレナー         |            |
| ドーン                                                                | サラ・ミッチェル               |            |
| ジョージ                                                              | グレッグ・クレイマー           |            |
| 父 (第7話）                                                           | アレック・バクロウ             |            |
| 母 (第7話）                                                           | ミシェル・デュケ               |            |
| 第6話 『ファントムののろい』                                          |                                |            |
| ブルック・ロジャース                                                  | ジェシカ・モイーズ             |            |
| ジーク・マシューズ                                                    | ショーン・ポッター             |            |
| ブライアン・コルソン                                                  | スチュアート・ストーン         |            |
| ウォーカー先生                                                        | キャスリン・グリーンウッド     |            |
| ティナ・パウエル                                                      | ジュリア・チャントリー         |            |
| コーリー・スクラー                                                    | フィリップ・エドールズ         |            |
| 第7話 『幽霊のピアノレッスン』                                        |                                |            |
| ジェリー・ホーキンス                                                  | ベン・クック                   | 山本和臣   |
| キム                                                                  | エリカ・ルットレル             |            |
| ホーキンス氏                                                          | バークレイ・ホープ             |            |
| ホーキンス女史                                                        | キャロリン・スコット           |            |
| 博士シュリック                                                        | アロン・テイガー               |            |
| トグル氏                                                              | ゲザ・コヴァチェ               |            |
| 幽霊                                                                  | ブレンダ・ディバイン           |            |
| 第8話『身の毛もよだつ冒険』                                           |                                |            |
| ラリー・ボイド                                                        | アーロン・バートキウー         |            |
| リリー・ターンブル                                                    | コートニー・グレイグ           | 冨田泰代   |
| ボイド氏                                                              | リック・リード                 |            |
| ボイド夫人                                                            | アリソン・ホープ               |            |
| ターンブル氏                                                          | クリストファー・ボンディ       |            |
| ターンブル夫人                                                        | スザンヌ・シア                 |            |
| マーキン医師                                                          | ダン・マクドナルド             |            |
| ジャード                                                              | ジョシュ・ウィッティヒ         |            |
| マニー・ヘルナンデス                                                  | マウリシオ・ロダス             |            |
| カール・サマーズ                                                      | デモ・ケイツ                   |            |
| 競売人                                                                |                                |            |
| 第9話 『地下室に潜むもの前編』 第10話 『地下室に潜むもの後編』        |                                |            |
| マーガレット・ブリューワー                                            | レベッカ・ヘンダーソン         |            |
| ケーシー・ブリューワー                                                | ブレイク・マクグラス           |            |
| ブリューワー夫人                                                      | ルーシー・ピーコック           |            |
| ブリューワー博士                                                      | ユダ・カッツ                   |            |
| メレック博士                                                          | フラント・アリアナック         |            |
| 第11話『ミイラの手』                                                  |                                |            |
| ゲイブ                                                                | ダニエル・デサント             |            |
| サリ・ハサド                                                          | アニック・オボンサウィン       |            |
| ベン・ハサド                                                          | エリアス・ツァーロウ           |            |
| ニラ・ラマド                                                          | アフラ・ゴーダ                 |            |
| ミイラ                                                                | ピーター・ジャービス           |            |
| 第12話『腹話術人形スラッピー』                                        |                                |            |
| エイミー・クレイマー                                                  | マギー・キャッスル             |            |
| サラ・クレイマー                                                      | カテリーナ・スコーソン         |            |
| ママ                                                                  | ジーナ・クレイトン             |            |
| パパ                                                                  | リチャード・フィッツパトリック |            |
| ジェッド・クレイマー                                                  | アンドリュー・サルデラ         |            |
| マーゴ                                                                | ケリー・ダフ                   |            |
| アリシア                                                              | シャディア・シモンズ           |            |
| スラッピーの声                                                        | ロン・ステファニューク         |            |
| 第13話『不幸のカメラ』                                                |                                |            |
| グレッグ・バンクス                                                    | ライアン・ゴスリング           |            |
| バード                                                                | アキバ・ザルツマン             |            |
| シェリー・ウォーカー                                                  | レネッサ・ブリッツ             |            |
| テリー・バンクス                                                      | コーリー・ウィルソン           |            |
| クモ男                                                                | リチャード・マクミラン         |            |
| バンクス夫人                                                          | アンジー・ジェイ               |            |
| バンクス氏                                                            | マービン・カロン               |            |
| レディック刑事                                                        | カレン・ロビンソン             |            |
| ジョーイ・フェリス                                                    | ダン・ペトロニジェビック       |            |
| ミッキー・ノッツ                                                      | クリスチァン・テッシャー       |            |

## スタッフ

### オリジナルスタッフ
- 原作：R・L・スタイン
- 開発：デボラ・フォルテ

### 日本語吹き替え版

#### NHK吹替版スタッフ
- 製作：NHKエンタープライズ21、グロービジョン
- 演出：壷井正
- ディストリビュータ：サバン・インターナショナル

#### ネットフリックス吹替版スタッフ
- 制作：東北新社
- 演出：???
- 製作：???
- ディストリビュータ：

## 国際放送
| カントリー       | チャネル | 国際タイトル                                                                   | 言語放送                                            |
| ---------------- | --- | ------------------------------------------------------------------------------ | --------------------------------------------------- |
| カナダ           | YTV (1995年 - 1998年) | Goosebumps                                                                     | 英語                                                |
| ケベック州       | ファミリーチャンネル (1995年 - 1998年)                                                                                                   | Chair de poule                                                                 | ケベック・フランス語                                |
| アメリカ合衆国   | フォックス・キッズ (1995年 - 1998年) FOXファミリー (1998年 - 2000年) カートゥーン ネットワーク (2007年 - 2009年) The Hub (2011年 - 現在) | Goosebumps                                                                     | 英語                                                |
| メキシコ         | Canal 5 フォックス・キッズ JETIX | Escalofríos                                                                    | メキシコのスペイン語                                |
| アルゼンチン     | Azul Televisión (Argentina) フォックス・キッズ JETIX                                                                                     | Escalofríos                                                                    | メキシコのスペイン語                                |
| チリ             | メガ | Escalofríos                                                                    | メキシコのスペイン語                                |
| ブラジル         | フォックス・キッズ JETIX | Goosebumps                                                                     | ブラジルポルトガル語                                |
| 日本             | NHK (1998年 - 1999年) NHK教育テレビジョン (1999年) ディズニーXD (2009年)                                                                 | ミステリー・グースバンプス                                                     | 日本語                                              |
| イギリス         | CBBC (1997年 - 2000年) （検閲） フォックス・キッズ (2000年 - 2004年) JETIX (2004年 - 2007年)                                             | Goosebumps                                                                     | 英語                                                |
| スペイン         | アンテナ3 | Pesadillas                                                                     | ヨーロッパのスペイン語                              |
| カタルーニャ州   | TV3 | Pànic                                                                          | カタロニア語                                        |
| ドイツ           | Premiere Kabel Eins プロジーベン フォックス・キッズ JETIX ディズニーXD (2009年 - 現在)                                                   | Gänsehaut - Die Stunde der Geister                                             | ドイツ語                                            |
| イタリア         | Italia 1 (1996年 - 1999年) フォックス・キッズ (2002年 - 2005年) JETIX (2005年 - 2009年) K2 (2004年 - 2010年) フリスビー (2010年 - 現在)  | Piccoli brividi                                                                | イタリア語                                          |
| フランス         | フランス2 (1997年 - ) フォックス・キッズ JETIX                                                                                           | Chair de poule                                                                 | フランス語                                          |
| ポルトガル       | フォックス・キッズ JETIX | Arrepios                                                                       | ポルトガル語                                        |
| ポーランド       | フォックス・キッズ JETIX TV4 | Gęsia skórka                                                                   | ポーランド語                                        |
| ハンガリー       | M1 フォックス・キッズ JETIX | Libabőr                                                                        | ハンガリー語                                        |
| ギリシャ         | ANT1 | Ανατριχιλες                                                                    | ギリシャ語                                          |
| ロシア           | REN TV TV3 | Мурашки                                                                        | ロシア語                                            |
| オーストラリア   | FOX8 Network Ten | Goosebumps                                                                     | 英語                                                |
| インド           | JETIX (2006年 - 2009年) ディズニーXD (2010年 - 現在)                                                                                     | Goosebumps（英語） गूसबम्प्स（ヒンディー語） கூசெபும்ப்ஸ்（タミル語） గూస్బంప్స్（テルグ語） | 英語 ヒンディー語 タミル語 テルグ語                 |
| パキスタン       | ディズニーXD (2010年 - 現在) | Goosebumps（英語） गूसबम्प्स（ヒンディー語） آتنک（ウルドゥー語）                 | 英語 ヒンディー語 ウルドゥー語                      |
| 韓国             | KBS 2TV | 구스범스                                                                       | 韓国語                                              |
| 中国             | CCTV | 鸡皮疙瘩                                                                       | 中国語                                              |
| 台湾             | TTV | 雞皮疙瘩                                                                       | 中国語                                              |
| 香港             | TVB | 全身毛管                                                                       | 広東語                                              |
| タイ             | BTVチャンネル7 | ชมรมขนหัวลุก                                                                     | タイ語                                              |
| 南アフリカ共和国 | SABC | Goosebumps（英語） Grillers（アフリカーンス語）                                | 英語 アフリカーンス語                               |
| ノルウェー       | NRK2 | Grøsserne                                                                      | ノルウェー語                                        |
| イスラエル       | Arutz HaYeladim | צמרמורת                                                                        | ヘブライ語                                          |
| アラブ首長国連邦 | ディズニー・チャンネル (1996年 - 1998年) MBC (1998年 - 2000年)                                                                           | Goosebumps صرخة الرعب                                                          | 英語 (1996年 - 1998年) アラビア語 (1998年 - 1998年) |